# Бурганова, Мария Александровна
Мари́я Алекса́ндровна Бурга́нова (род. 1 ноября 1960 года, Москва) — советский и российский скульптор и искусствовед. Доктор искусствоведения, профессор. Заслуженный художник Российской Федерации (2005), действительный член РАХ (2013).

## Биография и творчество
Продолжатель творческой династии Бургановых — дочь скульптора Александра Бурганова, сестра скульптора Игоря Бурганова. В 1984 году окончила МГХПУ им. Строганова. С 1988 года преподаёт в МГХПУ им. Строганова (с 2003 года — профессор). Заведующий кафедрой монументально-декоративной скульптуры МГХПУ им. Строганова.
Творчество Бургановой характеризуется обращенностью к мифологическим образам, утверждением их ценности и актуальности для современного человека, а также поиском утраченного чувства гармонии и завершенности в современном искусстве. Работы М. А. Бургановой включены в собрания Государственной Третьяковской галереи, ГМИИ им. А. С. Пушкина, Дворца Наций в Женеве, а также находятся во многих европейских государственных и частных коллекциях. В 2005 году была награждена Золотой медалью Творческого союза художников России, в 2006 году Золотой медалью Российской Академии художеств.

### Выставки
Мария Бурганова является участником выставок:
- Выставка произведений молодых художников. Москва, 1980 г.
- «М.Бурганова, А. Смирнов, Е. Корчуков». Выставка творческих работ. Выставочный зал издательства «Молодая гвардия». Москва, 1982 г.
- Всесоюзная художественная выставка «Мы за мир». Москва, 1983 г.
- 15-я выставка произведений молодых художников Москвы. Выставочный зал Манеж, Москва,1984 г.
- Выставка «Спорт в произведениях московских художников». МОСХ РСФСР. Москва, 1985 г.
- Седьмая республиканская художественная выставка «Советская Россия». Москва, 1985 г.
- 16-я выставка произведений молодых художников Москвы. Москва1986 г.
- Выставка скульптуры М. Бурганова, А.Смоленков, Г. Курдов. Московский Дом скульптора. Москва,1986 г.
- 17-я выставка произведений молодых художников Москвы. Москва1987 г.
- 18-я выставка произведений молодых художников Москвы. Москва1988 г.
- Выставка произведений А.Бурганова, М.Бургановой, И.Бурганова. Галерея «Effelsberg&Schulz», Бонн, 1991 г.
- «Арт-Миф». Москва, 1991 г.
- «Арт-Миф». Москва, 1992 г.
- «Арт-Миф». Москва, 1993 г.
- Художественная выставка «50 лет Великой победы». Москва, 1995 г.
- Международная художественная выставка «Искусство XX века». Москва, 1997 г.
- Выставка «Семейное дело» Павильон ВВЦ «Культура». Москва, 1998 г.
- Выставка медальерного искусства. Выставочный зал «Хамовники». Москва, 1999 г.
- Выставка «Ковчег медальеров. Современная памятная медаль 1970—1990». Государственный исторический музей, Москва, 1999 г.
- Выставка «Пушкин. Москва — Любовь — Семья», посвященная 200-летнему юбилею поэта. Музей истории города Москвы. Москва,1999 г.
- Выставка медальерного искусства. Государственный Эрмитаж. Санкт-Петербург,1999 — 2000 г.
- Выставка медальерного искусства. Остафьево, 2000 г.
- Выставка «Дом Бурганова». Академия художеств России. Москва, 2000 г.
- Выставка «Две короны. Россия — Бельгия». Москва, 2002 г.
- Выставка «150 лет российско-бельгийских дипломатических отношений». Москва, 2002 г.
- Выставка «150 лет российско-бельгийских дипломатических отношений». Музей Армии, Брюссель, 2002 г.
- «Натюрморт». Персональная выставка. Московский государственный музей «Дом Бурганова». Москва, 2002 г.
- Выставка «Москва — город мира» в рамках II Международного фестиваля. Москва,2003 г.
- Выставка «Пейзаж в творчестве современных мастеров». Музей пейзажа г. Плес. 2003 г.
- «Библиотека». Персональная выставка. Московский государственный музей «Дом Бурганова». Москва, 2003 г.
- Выставка творческих работ в Московской городской Думе. Москва, 2003 г.
- Выставка «Москва — 2004». Живопись, графика, скульптура, арт-фото, иконопись, декоративно-прикладное искусство. Выставочный зал ТСХ России. Москва, 2004 г.
- Выставка «Русские Ангелы». Скульптура, живопись, графика. XVIII—XXI вв. Московский государственный музей «Дом Бурганова». Москва, 2004
- Персональная выставка. Скульптура, живопись, графика. Московский государственный музей «Дом Бурганова». Москва, 2004 г.
- Выставка творческих работ в Парламенте Брюссельского столичного региона. Брюссель, 2004 г.
- Выставка «Дом Бурганова» во Дворце Наций ООН. Женева, 2004—2005 г.
- Выставка «Рождественские дары». Скульптура, живопись, графика. Московский государственный музей «Дом Бурганова». Москва, 2005 г.
- Выставка «Моя Москва». Выставочный зал ТСХ России. Москва, 2005 г.
- Выставка «Москва и Москвичи». Выставочный зал МОСХ России. Москва, 2005 г.
- Выставка «Скульптура и город. Творчество академика Александра Бурганова». ЦВЗ «Манеж». 2005 г.
- Выставка «Дом Бурганова» поздравляет Третьяковскую галерею" к 150 -летнему Юбилею ГТГ. 2006 г.
- Выставка «Сновидения» к 150-летию Зигмунда Фрейда. Московский государственный музей «Дом Бурганова». Москва,2006 г.
- Выставка «Традиции и современность» ЦВЗ Манеж 2007 г.
- Выставка «Трон». Московский государственный музей «Дом Бурганова». Москва, 2007 г.
- Выставка 70 лет МОСХ ЦВЗ «Манеж». 2008 г.
- Выставка «Библиотека» Московский государственный музей «Дом Бурганова». Москва, 2008 г.
- Всероссийская выставка «Отечество» ЦДХ, 2008.
- Выставка «Деревянная скульптура». МСХ. Выст. зал. Старосадский пер., 5. Ноябрь, 2008. («Купальщица», красное дерево высота 2,20м)
- Выставка «Красота и духовность». ТСХ России. Москва, Выст. зал «Малый Манеж». Ноябрь-декабрь 2008 («Благовещенье» красное дерево)
- Выставка «Оригинального искусства» МОСХ . Выст зал Беговая, 7. Открылась 2 декабря 2008. («Самолет-1», сталь)
- Зональная московская выставка. Москва, Выст. зал"Малый Манеж". «Купальщица», красное дерево высота 2,20 м, «Танцовщица» красное дерево высота 2,20м).
- XI Всероссийская художественная выставка. ЦДХ. Февраль, 2009 («Танцовщица» красное дерево, высота 2,20м).
- Выставка в Белом доме, посвященная юбилею Н. В. Гоголя. Апрель-май, 2009. Трехчастная композиция «Книги» Высота 1,39 см.
- Выставка «ТСХР на Солянке». Сент., 2009 «Сон», дерево.
- Выставка «Москва и Москвичи». Выст. зал МОСХ на Беговой. Сент., 2009. «Фортуна», дерево.
- Выставка «Мир живописи и скульптуры» в ЦДХ. Январь, 2010. «Муза». Красное дерево, высота 2,20 м. 2009.
- Выставка «Искусство скульптуры». Февраль-март 2010, ТСХР, МГМ «Дом Бурганова». «Фортуна». Дерево, 2009, «Самолет». Сталь, 2007.
- Персональная выставка в РАХ. 50 произведений. Март 2010
- Международный проект «Ночь музеев». МГМ «Дом Бурганова». 10 произведений. Март, 2010
- «Искусство сегодня». Выст. зал МОСХ на Беговой. Май-июнь, 2010. «Фортуна» . Дерево, 2009
- Национальная выставка России. 11-15 июня 2010 года. Гран Пале, Париж. Шепот травы. Красное дерево . Каталог.

### Научная деятельность
Специалист по русской сакральной скульптуре. В 1998 году защитила кандидатскую диссертацию «Русские литые кресты и иконы XI—XIX веков. Вопросы стилистики и технологии», в 2002 году — докторскую диссертацию «Русская сакральная пластика». Автор монографий и статей, посвященным вопросам теории и истории искусства, докладов, методических разработок и учебных программ по проблемам современной скульптуры. В Московском государственном музее «Дом Бурганова» работает Заместителем директора по науке. Издаёт научный сборник «Дом Бурганова. Пространство культуры», посвящённый проблемам искусствоведения и гуманитарных дисциплин. Сборник включен Высшей аттестационной комиссией РФ в перечень ведущих научных периодических изданий.

## Научные труды и книги
- «Россия в пути». Каталог выставки «Россия в пути» ГМИИ им. А. С. Пушкина. М., 2000 г.
- «Спас Полунощный. Русский Христос». М., 2002 г.
- Русская сакральная скульптура. М., 2003 г.
- «Формообразование и пространственные соотношения в контексте русской сакральной пластики». Пленарный доклад на Международном симпозиуме «Проблемы изучения, сохранения и использования наследия христианской деревянной скульптуры». Сборник научных статей международного симпозиума «Проблемы изучения, сохранения и использования наследия христианской деревянной скульптуры». Пермь, 2004 г.
- Интеллектуальный конструктор. Статья в каталоге выставки кинетической скульптуры. СПб., 2004 г.
- «Мармаро». О творчестве скульптора А. Смоленкова. Статья, каталог. М., 2004 г.
- «Обретение пространства» Вступительная статья в монографии «Александр Бурганов». М., 2005 г.
- Сокровища русского искусства "Московский государственный музей «Дом Бурганова» Вступительная статья, статьи к разделам, каталожные статьи. М., 2005 г.
- Каталог «Дом Коненкова в „Доме Бурганова“». Вступительная статья. М., 2005
- «Пространство скульптуры». Статья в научном сборнике «Скульптура: город и музей». М., 2005 г.
- «Наука и искусство. Новое эстетическое пространство». Статья в научном сборнике «Скульптура: город и музей». М., 2005 г.
- «Генрих Фогелер — человек легенда». Статья, каталог. М., 2005 г.
- «Новая концепция экспозиции скульптуры». Статья в научном сборнике «Скульптура: город и музей» М., 2006 г.
- «Скульптура как миф и образ пространства». Доклад на совместной научной конференции РАХ, ОИФН РАН, ГМИИ. М., 2006 г.
- «Экспозиция скульптуры — интеллектуальная игра». Доклад на XXXVII Випперовских чтениях. ГМИИ. М., 2005 г.
- "Скульптор Александр Бурганов. Вступительная статья, научный каталог монографии «Александр Бурганов». М., 2006 г.
- «Искусство экспозиции». М., 2006 г.
- «Особенности композиции русских монументальных крестов». Доклад на научной конференции «Забелинские чтения». ГИМ. М., 2006 г.
- «Книга как художественный объект». Доклад на конференции «Музейные библиотеки в современном обществе. Книга в музее». Московский кремль. М., 2006 г.
- «Общество создает музей — музей создает общество». Журнал «Третьяковская галерея» № 1/2007. М., 2007 г.
- «Скульптура как отражение сновидений». Доклад на Международной конференции к 150-летию З. Фрейда. РАН. М., 2007
- «Образы архитектуры здания в художественном музее». Доклад на конференции «Образ и понятие в художественном музее» ГЭ и СПб Университет. СПб., 2007 г.
- «Александр Бурганов. Путешествие скульптора за грани привычного». Журнал «Собрание» № 4. М., 2007 г.
- «Суровый стиль. Прямая речь» Научно-аналитический журнал «Дом Бурганова. Пространство культуры». М., 2008 г.
- «Слепые посетители в музее». Доклад на научной конференции. — СПГУ, 2008 г.
- «В. А. Ватагин и Стргановская школа пластики». Доклад на научной конференции ГТГ . М., 2009 г.
- "Последняя утопия советской эпохи. Власть и искусство в годы «оттепели». Журнал «Собрание», № 1. М., 2009 г.
- Лексикон пластики Александра Бурганова. «Стиль мастера». Сб. ст. серия «Эпохи, стили, направления» РАХ, НИИ ТИИИ РАХ. М., Памятники исторической мысли, М., 2009 г.
- «Искусство скульптуры». Каталог выставки. М., 2010 г.
- Русская скульптура XVI—XIX вв. Сольвычегодск. Монография, научный каталог. М., 2010 г.
- Скульптура как миф и образ пространства. Искусство скульптуры в XX веке. Очерки. М., 2010 г.
- Русская скульптура XVI—XIX вв. Великий Устюг. Монография, научный каталог. М., 2012 г.
- Портрет и Символ. Монументальная скульптура России XX века. М., 2012 г.
- Русская скульптура XVI—XIX вв. Тотьма. Монография, научный каталог. М., 2013 г.
- Русская скульптура XVI—XIX вв. Моршанск. Монография, научный каталог. М., 2016 г.